# Margot de Blanck
Margot de Blanck (Havana, 8 juni 1903 -  Verenigde Staten, 17 mei 1991) was een Cubaanse pianiste.
Margot de Blanck y Martín was een dochter van Hubert de Blanck en zijn tweede echtgenote Pilar Martín.
Ze studeerde aan het door haar vader opgerichte Conservatorio Nacional de Música y Declamación. Op vijftienjarige leeftijd begon ze een concertcarrière. Ze speelde verschillende malen in de Carnegie Hall in New York en in andere Amerikaanse steden. Ze trad ook veelvuldig op in Europa, Latijns-Amerika en Cuba. Ze doceerde piano en heeft vele jaren buiten Cuba gewoond. Ernesto Lecuona droeg aan haar La comparsa, een van zijn bekendste werken, op. Zij was gehuwd met de medicus Armando J. Coro de la Cruz.